# 琼孜乡
琼孜乡（藏語：ཁྱུང་རྩེ་），是中华人民共和国西藏自治区日喀则市定结县下辖的一个乡镇级行政单位。

## 行政区划
琼孜乡下辖以下地区：
姆村、楚纳村、羌姆村、朗玛村、哲圭村、乃莎村、塔嘎拓村、琼孜村、德卡村、库宇村和东热村。